# Конвергентная граница плит
Конверге́нтная (деструкти́вная) грани́ца плит — линейная область схождения двух или более смежных литосферных плит, вдоль которой отмечается сейсмическая и магматическая активность. Взаимодействие плит сопровождается коллизией (столкновением) континентальных блоков литосферы или субдукцией (поддвиганием) океанической литосферной плиты под континентальную или под другую океаническую. В случае коллизии конвергентная граница маркируется коллизионными швами и сопровождается выходом офиолитов в подвижных поясах. В случае субдукции граница выражается в рельефе глубоководными желобами в активных зонах перехода континент — океан. При схождении плит на конвергентной границе происходит поглощение (деструкция) литосферы поддвигающейся плиты в мантии Земли, за счёт её переплавления формируются новые порции континентальной коры.

Примерами конвергентной границы океан — океан служат: субдукция Тихоокеанской плиты к югу от Аляски и к западу от Филиппин, субдукция Индостанской плиты к югу от Индонезии; континент — океан: субдукция плиты Наска под Южную Америку (создала Анды), субдукция плиты Хуан-де-Фука под Северную Америку (создала Каскадные горы); континент — континент: коллизия Индостанской плиты с Евразийской (создала ряд хребтов, простирающихся от Альп в Европе до гор Загрос в Иране), Скалистые горы.

Виды конвергентной границы плит
Континент — континент
Континент — океан
Океан — океан